# Lampertia pulchra
Lampertia pulchra là một loài nhện trong họ Thomisidae.
Loài này thuộc chi Lampertia. Lampertia pulchra được Embrik Strand miêu tả năm 1907.